# Tabebuia oligolepis
Tabebuia oligolepis es una especie de planta perteneciente a la familia Bignoniaceae. Es nativa de Cuba. Está amenazada por la destrucción de hábitat.